# ヘルトレイン
ヘルトレイン (Helltrain)は、スウェーデンのデス・エン・ロール/メロディックデスメタルバンド。

## 略歴
2002年にスウェーデン北部の街・ルレオで、ピエール・トルンクヴィスト (Vo、B)を中心に結成。結成時はスリーピースバンドで、ピエールに加えて、パトリック・トルンクヴィスト (G、Organ、Piano)、オスカー・カールソン (Ds)がメンバーであった。ピエールとパトリックは兄弟である。この3人は、1990年代半ばにエヴァードーンで共に活動していたメンバーである。結成年中に、3曲のデモトラック ("Route 666", "Rot n' roll", "Helltrain")をレコーディング。翌年にデモEPが作成された。このデモEPはレコードレーベルへと送付され、ドイツの大手レコードレーベルであるニュークリア・ブラストから契約の申し出があった。その後、このデモEPは『The 666 EP』とタイトルされ、スウェーデンのアンダーグラウンド・レーベルであるヒーゼンドゥーム・ミュージックから500枚限定でリリースされた。
2004年に、1stアルバム『Route 666』をリリースしデビューを飾る。同アルバムは2006年に、ジミー・フランクス・レコーディング/ユニバーサル・レコードからアメリカ合衆国でもリリースされた。2007年に、ニュークリア・ブラストから離脱、ジミー・フランクス・レコーディングに移籍した。
2008年に、2ndアルバム『Rock 'n' Roll Devil』をリリース。リリース後の2009年、オスカー・カールソンが活動していたザ・ダスクフォール (2008年解散)のミカエル・サンドルフ (G)とマッツ・ヤーニル (B)が加入、ピエール・トルンクヴィストがボーカル専任となる。その後、ジミー・フランクス・レコーディングから離脱し、メタリスム・レコードに移籍。2012年に3rdアルバム『Death is Coming』をリリースした。
2016年3月、ドラマーのオスカー・カールソンが死去。
2018年6月、マルクス・パルキラ (B)とフレドリック・アンデション (Ds)が加入することが発表された。

## メンバー
- ピエール・トルンクヴィスト (Pierre Törnkvist) - ボーカル (2002-)

マッツ・ヤーニル加入 (2009年)までは、ベースを兼任していた。
エヴァードーン、Scheitan、The Moaningでも活動。
- パトリック・トルンクヴィスト (Patrik Törnkvist) - ギター、オルガン、ピアノ (2002-)

エヴァードーン、Scheitan、The Moaningでも活動。
- ミカエル・サンドルフ (Mikael Sandorf) - ギター (2009-)

ザ・ダスクフォール、ゲイツ・オヴ・イシュター、Deathboundでも活動。
- マルクス・パルキラ (Markus Parkkila) - ベース (2018-)
- フレドリック・アンデション (Fredrik Andersson) - ドラムス (2018-)

ザ・ダスクフォールでも活動。アモン・アマース、ディス・エンディングのドラマー、マーダックのドラマーは其々同姓同名の別人。

### 旧メンバー
- マッツ・ヤーニル (Mats Järnil) - ベース (2009-2018)

ザ・ダスクフォール、Inrage、Lost Souls、Crawleyでも活動。
- オスカー・カールソン (Oskar Karlsson) - ドラムス (2002-2016)

2016年3月逝去。
ザ・ダスクフォール、ゲイツ・オヴ・イシュター、デフレッシュド、エヴァードーン、Scheitanでも活動。

## ディスコグラフィ
アルバム
- 2004年 Route 666
- 2008年 Rock 'n' Roll Devil
- 2012年 Death is Coming

EP、Single、Split、Demo
- 2003年 The 666 EP (EP)
- 2004年 Peace / Route 666 (Split)
- 2006年 Demo 2006 (Demo)
- 2011年 Mr. Cooger (Single)
- 2018年 Wolfnight (Single)
- 2018年 On Your Knees (Single)